# Louis Blouwe
Louis Blouwe (né le 19 novembre 1999 à Iseghem) est un coureur cycliste belge.

## Biographie
Louis Blouwe est le neveu de Johan Bruyneel,. 
Chez les juniors (moins de 19 ans), il court au Tieltse Rennersclub puis dans la formation Forte Young. Il décide ensuite de rejoindre l'équipe EFC-L&R-Vulsteke. Il connaît cependant une première saison espoirs perturbée par une fracture au ménisque. 
En 2019 et 2020, Louis Blouwe obtient notamment plusieurs victoires sur des courses régionales. Il intègre ensuite la réserve de Bingoal-WB en 2021. Durant cette saison, il s'impose sur deux interclubs belges. Il termine également neuvième du Tour de la Mirabelle, tout en participant à plusieurs courses professionnelles avec la ProTeam. En juillet, il remporte les classements par points et de la montagne sur l'Étoile d'or, manche de la Coupe des Nations espoirs, qu'il dispute avec la sélection nationale belge. 
Il passe professionnel en 2022 dans l'équipe première Bingoal-WB. Il fait ses débuts en compétition lors du Grand Prix La Marseillaise, où il est membre de l'échappée du jour.

## Palmarès

### Par année
- 2019
  - 2e du Grand Prix Color Code
  - 2e de la Heuvelland Classic
- 2021
  - Grand Prix Rik Van Looy
  - Grand Prix de la ville de Saint-Nicolas
  - 2e du Grand Prix Color Code
- 2024
  - 3e du Tour de Cologne

### Classements mondiaux
| Année                                 | 2021  | 2022  | 2023 | 2024 |
| ------------------------------------- | ----- | ----- | ---- | ---- |
| Classement mondial                    | 2339e | 1282e | 832e | 734e |
| UCI Europe Tour                       | 1561e | 889e  | nc   | nc   |
|                                       |       |       |      |      |
| Légende : nc = non classéSource : UCI |       |       |      |      |